# St. Valentin (Kastelruth)
St. Valentin (italienisch San Valentino) ist eine Fraktion der italienischen Marktgemeinde Kastelruth im Schlerngebiet in Südtirol mit 237 Einwohnern (Stand: 31. Dezember 2024). Die Ortschaft liegt nordöstlich oberhalb von Seis am Schlern und erstreckt sich bis hinauf zur Grenze der Seiser Alm. In der kleinen Streusiedlung befindet sich die St.-Valentin-Kirche. Durch die Fraktion führt auch die Seiser-Alm-Straße.